# Linia kolejowa Nowa Wilejka – Turmont
Linia kolejowa Nowa Wilejka – Turmont – linia kolejowa na Litwie łącząca stację Nowa Wilejka ze stacją Turmont i z granicą z Łotwą.
Na odcinku Nowa Wilejka – Bezdany linia jest dwutorowa, na pozostałym dystansie jednotorowa. Dawniej na całej długości istniał drugi tor, który obecnie jest rozebrany. Linia jest niezelektryfikowana (z wyjątkiem stacji Nowa Wilejka).

## Historia
Linia powstała w 1862 jako część Kolei Warszawsko-Petersburskiej. Początkowo leżała w Imperium Rosyjskim, w latach 1918 - 1945 w Polsce (w latach 1920 - 1922 częściowo na Litwie Środkowej), następnie w Związku Sowieckim (1945 - 1991) i od 1991 na Litwie.